# Firmin Abauzit
Firmin Abauzit (12 de novembre de 1679, Usès - 20 de març de 1767, Ginebra) fou un físic, teòleg i filòsof francès. Durant els seus darrers quaranta anys de vida exercí de bibliotecari a Ginebra (Suïssa). És sobretot conegut per corregir i perfeccionar els escrits d'alguns erudits i grans personatges com ara Isaac Newton.

## Biografia
Fill de pares protestants, el seu pare morí quan ell tenia només dos anys. El 1685 es va produir la revocació de l'edicte de Nantes, i quan les autoritats intentaren educar-lo sota la fe de l'Església Catòlica, la seva mare ho planejà tot perquè pogués escapar-ne.
Durant dos anys va viure, juntament amb el seu germà, com a fugitiu a les muntanyes de Cevenas, fins que per fi van arribar a Ginebra, on més endavant la seva mare se'ls uní després d'escapar de la presó en què romangué a causa del seu intent de fugida. Abauzit va adquirir allà una gran capacitat per a les llengües, la física i la teologia.
El 1698 es traslladà als Països Baixos, on va conèixer Pierre Bayle, Pierre Jaurieu i Jacques Basnage. A la seva arribada a Anglaterra conegué Isaac Newton, que trobà en ell un dels primers defensors dels seus descobriments. Newton corregí un error a la segona edició del seu cèlebre Philosophiæ Naturalis Principia Mathematica gràcies a un apunt d'Abauzit, i quan li envià el Commercium Epistolicum Newton li digué: «Vós sou digne per jutjar entre Leibniz i jo».
La bona reputació d'Abauzit feu que el rei Guillem III li oferís establir-se a Anglaterra, però rebutjà tal oferiment, atès que preferí tornar a Ginebra. Allà, el 1715, traduí el Nou Testament al francès. El 1723 rebutjà una oferta de la universitat per treballar com a professor de filosofia, però cinc anys més tard, el 1727, acceptà el càrrec de bibliotecari, una sinecura que exercí fins que morí, el 1767.